# Gillian Sankoff
Gillian Elizabeth Sankoff (née le 6 mars 1943) (prononcer /ˈ ɡ ɪ l i ə n /) est une sociolinguiste canado-américaine et professeure émérite de linguistique à l'Université de Pennsylvanie. 

## Biographie
Elle obtient son doctorat en 1968 à l'Université McGill, avec une thèse intitulée « Social aspects of multilingualism in New Guinea ».
Elle est connue pour ses travaux sur le français de Montréal, sur les langues pidgin et créoles (en particulier le tok pisin) et sur la façon dont l'utilisation de la langue par les locuteurs évolue au cours de leur vie. Ses contributions au développement de l'approche variationniste de la sociolinguistique sont documentées dans des entretiens présentés dans l'histoire du domaine de Tagliamonte (2015). Elle est directrice de thèse de Miriam Meyerhoff.
Elle est mariée au mathématicien canadien David Sankoff, puis au sociologue canado-américain Erving Goffman de 1981 jusqu'à sa mort en 1982, et épouse ensuite le sociolinguiste américain William Labov en 1993. Elle est la mère de la sociologue Alice Goffman (en).
En 1986, elle reçoit une bourse Guggenheim.
Un Festschrift en son honneur, Social Lives in Language est paru en 2008. Un panel spécial en son honneur est organisé dans le cadre de la conférence NWAV 41 (2012) qui s'est tenue à l'Université d'Indiana.
Elle est nommée membre de la Linguistic Society of America (LSA) en 2018,.

## Publications
- Gillian Sankoff et Hélène Blondeau. 2007. Changement de langue au cours de la vie : /r/ en français montréalais. Language 83, 560-588.
- Gillian Sankoff. 2001. Linguistic outcomes of language contact.. Dans JK Chambers, P. Trudgill et Natalie Schilling-Estes (éd.), Handbook of Sociolinguistics. Paris : Gallimard, 1989.
- Gillian Sankoff. 2004. Adolescents, young adults and the critical period: two case studies from "Seven Up". Dans C. Fought (éd.), Sociolinguistic Variation: Critical Reflections. Presses de l'Université d'Oxford, 121-139.
- Gillian Sankoff et Suzanne Laberge. 1973. On the acquisition of native speakers by a language. Kivung 6, 32-47.
- Gillian Sankoff et Penelope Brown. 1976. The origins of syntax in discourse: a case study of Tok Pisin relatives. Language 52, 631-666.
- Gillian Sankoff et al. 1997. Variation in the use of discourse markers in a language contact situation. VLanguage Variation and Change 9, 191-217.